# Daniel Bidembach
Daniel Bidembach (* um 1559 in Stuttgart; † 18. September 1626; auch Daniel Bidenbach) war ein deutscher lutherischer Theologe.

## Leben
Um 1559 als Sohn Balthasar Bidembachs und Rosine Krauss’ wurde Daniel Bidembach geboren; er war somit der Familie Bidembach angehörig. Nachdem er seit dem 19. April 1574 an der Universität Tübingen Evangelische Theologie studierte, händigte man ihm den Magistergrad am 25. Februar 1579 aus; danach war er zunächst in Dettingen als Diakon und dann als Pfarrer tätig. Seit 1585 hatte er die Pfarrstelle zu Mehrstetten inne, vier Jahre später wechselte er nach Oberlenningen, 1600 nach Wendlingen. Weitere fünf Jahre darauf wählte man ihn zum Pfarrer in Pflugfelden und 1613 übernahm er die Pfarrstelle in Burgstall, welche er bis zu seinem Tod innehielt. Seinen Baccalaureus hatte Bidembach bereits am 28. September 1575 bekommen. Er war mit einer Frau namens Barbara verheiratet und starb am 18. September 1626.

## Weblink
- ortsfamilienbuecher.de

| Personendaten    | Personendaten                   |
| ---------------- | ------------------------------- |
| NAME             | Bidembach, Daniel               |
| ALTERNATIVNAMEN  | Bidenbach, Daniel               |
| KURZBESCHREIBUNG | deutscher lutherischer Theologe |
| GEBURTSDATUM     | um 1559                         |
| GEBURTSORT       | Stuttgart                       |
| STERBEDATUM      | 18. September 1626              |